# The Evolution of Man
The Evolution of Man è il quarto album in studio del rapper britannico Example, pubblicato nel 2012.

## Tracce
1. Come Taste the Rainbow – 4:11 (Elliot Gleave, Adegbenga Adejumo)
2. Close Enemies – 4:22 (Gleave, Alex Smith)
3. Perfect Replacement – 3:28 (Gleave, Jon Gooch)
4. Crying Out for Help – 4:13 (Gleave, Thomas Olsen)
5. Queen of Your Dreams – 3:12 (Gleave, Alessandro Lindblad)
6. Say Nothing – 3:41 (Gleave, Johnny McDaid, Dragan Roganović)
7. All My Lows – 5:50 (Gleave, Roganović)
8. The Evolution of Man – 3:56 (Gleave, Smith)
9. One Way Mirror – 4:39 (Gleave, Roganović)
10. Snakeskin – 4:22 (Gleave, Andy Sheldrake, Ed Keeley)
11. Blood From a Stone – 4:49 (Gleave, Zane Lowe)
12. Are You Sitting Comfortably? – 3:38 (Gleave, Oliver Jones)
13. We'll Be Coming Back (Calvin Harris & Example) – 3:57 (Gleave, Adam Wiles)

## Classifiche
| Classifica (2012)                   | Posizione raggiunta |
| ----------------------------------- | ------------------- |
| Official Albums Chart (Regno Unito) | 13                  |